# The Game Awards
The Game Awards – ceremonia wręczenia nagród, podczas której przyznawane są corocznie nagrody dla przedstawicieli przemysłu gier komputerowych, stanowiące następstwo Spike Video Game Awards. Ceremonia wręczenia nagród powiązana jest z zapowiedziami nowych gier, jak również prezentacją tytułów już ujawnionych, ale czekających jeszcze na premierę. Gala produkowana i prowadzona jest przez dziennikarza Geoffa Keighley’ego, wcześniej przez dziesięć lat związanego ze Spike Video Game Awards.
Pierwsza ceremonia odbyła się 5 grudnia 2014 roku w Las Vegas, z kolei druga 3 grudnia 2015 w Los Angeles.

## Ceremonie
| Rok  | Gra roku                                | Prowadzący     | Miejsce                       |
| ---- | --------------------------------------- | -------------- | ----------------------------- |
| 2014 | Dragon Age: Inkwizycja                  | Geoff Keighley | The AXIS Las Vegas            |
| 2015 | Wiedźmin 3: Dziki Gon                   | Geoff Keighley | Microsoft Theater Los Angeles |
| 2016 | Overwatch                               | Geoff Keighley | Microsoft Theater Los Angeles |
| 2017 | The Legend of Zelda: Breath of the Wild | Geoff Keighley | Microsoft Theater Los Angeles |
| 2018 | God of War                              | Geoff Keighley | Microsoft Theater Los Angeles |
| 2019 | Sekiro: Shadows Die Twice               | Geoff Keighley | Microsoft Theater Los Angeles |
| 2020 | The Last of Us Part II                  | Geoff Keighley | wirtualna ceremonia           |
| 2021 | It Takes Two                            | Geoff Keighley | Microsoft Theater Los Angeles |
| 2022 | Elden Ring                              | Geoff Keighley | Microsoft Theater Los Angeles |
| 2023 | Baldur’s Gate III                       | Geoff Keighley | Peacock Theater Los Angeles   |
| 2024 | Astro Bot                               | Geoff Keighley | Peacock Theater Los Angeles   |